# Canoa/kayak ai Giochi della XXVIII Olimpiade - K2 1000 metri maschile

## Batterie
Hanno partecipato alle batterie di qualificazione 16 equipaggi, suddivisi in 2 batterie: i primi 3 di ogni batteria si sono qualificati direttamente per la finale e i successivi 9 migliori tempi per le semifinali; di conseguenza un solo equipaggio è stato eliminato al primo turno.
23 agosto 2004
| Posizione | Atleta                                  | Paese         | Tempo       |
| --------- | --------------------------------------- | ------------- | ----------- |
| 1         | Markus Oscarsson e Henrik Nilsson       | Svezia        | 3:09.536 QF |
| 2         | Ben Fouhy e Steven Ferguson             | Nuova Zelanda | 3:10.388 QF |
| 3         | Daniel Collins e David Rhodes           | Australia     | 3:11.272 QF |
| 4         | Javier Hernanz e Pablo Banos            | Spagna        | 3:12.216 QS |
| 5         | Zoltán Benkő e István Beé               | Ungheria      | 3:13.340 QS |
| 6         | Antonio Rossi e Beniamino Bonomi        | Italia        | 3:14.060 QS |
| 7         | Jeffrey Smoke e Andrew Bussey           | Stati Uniti   | 3:17.268 QS |
| 8         | Anatolij Tiščenko e Vladimir Grushikhin | Russia        | 3:22.332 QS |

| Posizione | Atleta                                   | Paese               | Tempo       |
| --------- | ---------------------------------------- | ------------------- | ----------- |
| 1         | Eirik Verås Larsen e Nils Olav Fjeldheim | Norvegia            | 3:09.247 QF |
| 2         | Ian Wynne e Paul Darby Dowman            | Gran Bretagna       | 3:10.819 QF |
| 3         | Jan Schaefer e Marco Herszel             | Germania            | 3:11.627 QF |
| 4         | Wouter D'Hane e Bob Maesen               | Belgio              | 3:14.447 QS |
| 5         | Lasse Nielsen e Mads Kongsgaard Madsen   | Danimarca           | 3:19.171 QS |
| 6         | Ognjen Filipović e Dragan Zorić          | Serbia e Montenegro | 3:19.299 QS |
| 7         | Yin Yijun e Wang Lei                     | Cina                | 3:21.279 QS |
| 8         | Danila Turchin e Michail Tarasov         | Uzbekistan          | 3:24.031    |

## Semifinali
I primi tre equipaggi della semifinale si sono qualificati per la finale.
25 agosto 2004
| Posizione | Atleta                                  | Paese               | Tempo       |
| --------- | --------------------------------------- | ------------------- | ----------- |
| 1         | Wouter D'Hane e Bob Maesen              | Belgio              | 3:11.757 QF |
| 2         | Antonio Rossi e Beniamino Bonomi        | Italia              | 3:12.597 QF |
| 3         | Zoltán Benkő e István Beé               | Ungheria            | 3:13.609 QF |
| 4         | Javier Hernanz e Pablo Banos            | Spagna              | 3:13.701    |
| 5         | Anatolij Tiščenko e Vladimir Grushikhin | Russia              | 3:14.089    |
| 6         | Lasse Nielsen e Mads Kongsgaard Madsen  | Danimarca           | 3:15.417    |
| 7         | Jeffrey Smoke e Andrew Bussey           | Stati Uniti         | 3:16.341    |
| 8         | Ognjen Filipović e Dragan Zorić         | Serbia e Montenegro | 3:58.793    |
| -         | Yin Yijun e Wang Lei                    | Cina                | SQ          |

## Finale
27 agosto 2004
| Posizione | Atleta                                   | Paese         | Tempo    |
| --------- | ---------------------------------------- | ------------- | -------- |
|           | Markus Oscarsson e Henrik Nilsson        | Svezia        | 3:18.420 |
|           | Antonio Rossi e Beniamino Bonomi         | Italia        | 3:19.484 |
|           | Eirik Verås Larsen e Nils Olav Fjeldheim | Norvegia      | 3:19.528 |
| 4         | Daniel Collins e David Rhodes            | Australia     | 3:19.956 |
| 5         | Wouter D'Hane e Bob Maesen               | Belgio        | 3:20.196 |
| 6         | Jan Schaefer e Marco Herszel             | Germania      | 3:20.548 |
| 7         | Ian Wynne e Paul Darby Dowman            | Gran Bretagna | 3:20.848 |
| 8         | Ben Fouhy e Steven Ferguson              | Nuova Zelanda | 3:21.336 |
| 9         | Zoltán Benkő e István Beé                | Ungheria      | 3:27.996 |